# 羅王常
羅 王常（ら おうじょう、1535年 - 1606年+）は、中国明代の墨匠（製墨家）・篆刻家である。徽州府歙県の人。

## 略伝
羅龍文（号は小華）の子でもとの名を南斗といった。父の羅龍文が権勢家の厳嵩・厳世蕃の不正事件に連座し北京にて処刑されると、戸籍を捨て松江府に逃れ父の友人の顧従徳に匿われた。その後、姓名を王常（おう じょう）と偽り、字を延年または幼安、号を懶軒・青羊生などと改称した。事件後、40年経過してようやく本姓を復し、羅王常と名乗ったという。
父から引き継いだ製墨を業としていたが、逃亡後は篆刻家として著名になる。浙派に属する。また骨董を商い詩文に長けたという。
顧従徳に請われて印譜『集古印譜』の編纂に携わる。その後、この『顧氏集古印譜』を呉伯張とともにおよそ20年にわたってを増補・編纂し続けた。この書籍は羅王常没後、呉伯張によって『秦漢印統』として刊行されている。
後年、従孫の羅公権は『秋間戯銕』を編しているがこの印譜は江戸時代初期の日本に伝わり篆刻界に大きな影響を与えた。